# Mark Linkous
Mark Linkous (9 de septiembre de 1962 – 6 de marzo de 2010) fue un cantante, compositor y músico estadounidense, que fue líder de la banda Sparklehorse. Fue conocido también por sus colaboraciones con artistas notables como Tom Waits, PJ Harvey, Daniel Johnston, Radiohead, Black Francis, Julian Casablancas, Nina Persson, David Lynch, Fennesz, Danger Mouse, y Sage Francis.
Siendo miembro de la banda indie ochentosa Dancing Hoods, Linkous se mudó con su grupo de su nativa Virginia a la Ciudad de Nueva York y luego a Los Ángeles con la esperanza de conseguir el éxito musical. Por 1988, la banda había fallado en conseguir un acuerdo con alguna discográfica importante, y se separaron de Linkous regresando a Virginia, donde él empezó a escribir canciones bajo varios seudónimos.
En 1995, creó un proyecto llamado Sparklehorse, en el cual él quedaría como el único miembro permanente. La banda lanzó cuatro álbumes aclamados por la crítica con Capitol Records: Vivadixiesubmarinetransmissionplot, Good Morning Spider, It's a Wonderful Life, y en la discográfica Astralwerks: Dreamt for Light Years in the Belly of a Mountain. Linkous vivió los últimos años de su vida en Hayesville, Carolina del Norte, donde fundó Static King Studio. Se suicidó en Knoxville, Tennessee el 6 de marzo de 2010.

## Biografía

### Primeros años
Frederick Mark Linkous nació el 9 de septiembre de 1962 en Arlington, Virginia.  Sus padres eran Gloria Hughes Thacker y Frederick Linkous. Tenía tres hermanos: Mate, Paul, y Daniel Linkous. Muchos miembros de su familia fueron mineros de carbón, y Linkous escogió la carrera musical para evitar trabajar en las minas. Sus padres se divorciaron antes de que cumpliera los 13 años.
Más tarde se caracterizaría durante su adolescencia como un "delincuente juvenil", y comenzó a relacionarse a una temprana edad con una pandilla de moticiclistas. Durante su adolescencia, fue enviado a vivir con sus abuelos paternos en Charlottesville, Virginia. Linkous estudió en el Instituto Secundario Albermarle en Charlottesville, donde según él dijo: "iba solamente para ver a mis amigos—aquello fue la única razón por la que no abandoné la escuela." Durante sus años de instituto, empezó a abusar del alcohol y a consumir grandes cantidades de marihuana.

### Dancing Hoods
Poco después de haberse graduado del Instituto a inicios de los 80s, Linkous se mudó a la Ciudad de Nueva York, donde cofundó la banda Dancing Hoods. La banda formaba a Linkous y a Bob Bortnick como guitarristas y vocalistas, a Don Corto en la batería, y a Eric Williams en los bajos. En 1984, el grupo autolanzó un EP; un año después, lanzaron un álbum titulado 12 Jealous Roses con Relativity Records, el cual recibió varias revisiones positivas. The Replacements y The Del Fuegos eran también seguidores de la banda después del lanzamiento de su primera grabación.
En 1988, Dancing Hoods lanzó su segundo álbum, Hallelujah Anyway, con Combat Records. El sencillo del álbum, "Baby's Got Rockets", fue un modesto hit en las radios universitarias, y su vídeo fue trasmitido por el programa 120 Minutos de MTV. Ese mismo año, el grupo se reubicó en Los Ángeles con esperanzas de conseguir éxito popular, pero se separaron poco tiempo después.

### Salt Chunk Mary
Luego de la ruptura de Dancing Hoods, Linkous volvió a Virginia. Fue aquí, antes de que Linkous empezara el proyecto Sparklehorse, donde tuvo otra banda la cual formaban Mark Linkous, Mate Linkous, Chip Jones y Steve Schick. Formado a finales de 1989 como "The Johnson Family", pronto se renombraría Salt Chunk Mary (con ambos nombres haciendo referencia a personajes de las memorias de Jack Black 'You Can't Win'.).  Fueron circulando demos, pero no lanzamientos oficiales. Para 1995 Mark Linkous se iría solo para formar Sparklehorse, tomando un par de canciones de Salt Chunk Mary, y Mate Linkous más tarde se iría para formar The Rabbit con Melissa Moore. Se puede encontrar el único álbum existente de esta banda Aquí

### Sparklehorse
Siguiendo la ruptura de Dancing Hoods, Linkous volvió a Virginia, donde  continuó escribiendo canciones. Una de ellas fue durante su periodo con David Lowery, "Sick of Goodbyes".  Fue grabado por Cracker y apareció en 1993 en su álbum Kerosene Hat. Mientras estaba en Virginia, actuó en conciertos bajo el seudónimo The Johnson Family (con miembros de Honor Role, una reconocida banda de Richmond) y Mary de Salt Chunk. Linkous finalmente se decidió por el nombre Sparklehorse y lanzó, en 1995, Vivadixiesubmarinetransmissionplot con Capitol Records.
En 1996, Sparklehorse fue telonera de Radiohead en su primer tour.  Linkous tuvo sobredosis de alcohol, diazepam y otros antidepresivos en su habitación de hotel en Londres. Inconsciente por la combinación de fármacos, colapsó con sus piernas fijas al piso, permaneciendo en esa posición durante casi catorce horas. Estuvo en el Hospital St. Mary, en Londres.  Las cirugías subsiguientes salvaron ambas piernas, pero requirió el uso de una silla de ruedas por seis meses. Sus piernas nunca  recuperaron su fuerza original.
1998 vio el lanzamiento de Good Morning Spider; algunas de las canciones del álbum trataron sobre el accidente y póstuma rehabilitación que sufrió en Londres, concretamente la canción "St. Mary". En 2001, Sparklehorse lanzó It's a Wonderful Life , el cual prestaron contribuciones Tom Waits, PJ Harvey, John Parish, Nina Persson, Vic Chesnutt, y Dave Fridmann.
En 2003, la canción de Sparklehorse "Sea of Teeth" apareció en la banda sonora de All the Real Girls, una película protagonizada por Zooey Deschanel y dirigida por David Gordon Green.
En septiembre de 2006, Sparklehorse lanzó Dreamt for Light Years in the Belly of a Mountain.
En 2009 Linkous se juntó con el artista electrónico ambiental Christian Fennesz para crear In the Fishtank 15, un EP experimental. Los últimos cuatro espectáculos en vivo que Linkous hizo junto con Fennesz fue durante un tour europeo en octubre de 2009.
Durante los días alrededor de su muerte, su mánager confirmó que Linkous "había completado la mayoría del trabajo para un nuevo álbum de Sparklehorse",que estaba en proceso de mudarse a Knoxville, Tennessee, y que estaba trabajando en ubicar un estudio para terminar su grabación.

### Producción y otros trabajos
Aparte de su propia música, Linkous se convirtió en un productor discográfico bien cotizado, y dirigió trabajos como el álbum A Camp de Nina Persson, el demo Silverlake de Azure Ray (junto a Sparklehorse) la cual fuera la primera grabación hecha por Azure Ray después de sus 6 años de vacío artístico que acabó en 2009 cuándo fue grabado; y luego regrabado y publicado por Saddle Creek Records después de que Linkous muriera, junto al demo que él mismo creó, y "Fear Yourself" de Daniel Johnston. Linkous fue uno de los seguidores más apasionados de Johnston, un artista outsider que había tenido una larga batalla con una enfermedad mental. En 2004, Linkous produjo "The Late Great Daniel Johnston: Discovered Covered", un álbum tributo a Johnston que tuvo participaciones de Beck, Death Cab for Cutie, Vic Chesnutt, Tom Waits y Bright Eyes. También incluye una colaboración de Sparklehorse con The Flaming Lips en la canción "Go". Aportó música para el rapero indie Sage Francis en su álbum Li(f)e en la canción "Love The Lie". El álbum y la canción fueron lanzados luego de la muerte de Linkous.

## Fallecimiento
En marzo de 2010, Linkous estaba en proceso de mudarse a un dormitorio en la casa de su compañero de banda Scott Minor, en Knoxville; Aparentemente, Linkous estaba en proceso de separación de su esposa Teresa luego de 19 años de relación. Linkous luchó con la depresión durante muchos años, y fue golpeado muy de cerca por el suicidio de su amigo cercano Vic Chesnutt, en 2009.
En la tarde temprana del 6 de marzo de 2010, Linkous bebía un bourbon Kentucky con Minor y su amigo DeWitt Burton en su casa. Después de recibir unos mensajes de texto en su BlackBerry que lo dejó inquieto, les dijo a Minor y Burton, "no es bueno." Linkous fue a buscar tranquilamente su rifle ITM en la habitación de arriba, luego les dijo a sus dos amigos que iba a dar un paseo y salió por la puerta trasera. Alrededor de la 1:15pm, un testigo lo vio sentado en un callejón cerca de la calle Irwin, apuntando su rifle al corazón, y apretando el gatillo. Linkous fue declarado muerto en la escena; tenía 47 años .
La policía no encontró ninguna nota de suicidio. Su mánager confirmó los detalles de su muerte el mismo día. Según el informe de toxicología, su contenido de alcohol en sangre era 0.43 al tiempo de su muerte; también fue encontrado en su cuerpo benzodiazepinas y antidepresivos.
Teresa Linkous, su esposa, murió seis años más tarde, el 5 de marzo de 2016, de un ataque de asma agudo.

### Reacción de su muerte
En el sitio web oficial de Sparklehorse la familia publicó: "es con gran tristeza que compartimos la noticia de que nuestro querido amigo y miembro de la familia Mark Linkous se ha quitado la vida. "Estamos agradecidos por el tiempo que nos dedicó y siempre lo tendremos en nuestros corazones". Un número de notables artistas en el mundo de la música dieron sus condolencias, incluyendo Patti Smith, Colin Greenwood de Radiohead, Brian Aubert de Silversun Pickups, Chris Walla de Death Cab for Cutie's, Steven Drozd y Wayne Coyne de The Flaming Lips , Steve Albini, Gemma Hayes, y David Wm. Sims de The Jesus Lizard.

## Dark Night of the Soul
A finales de la década de 2000, Linkous grabó un álbum titulado Dark Night of the Soul con el productor Danger Mouse, el director David Lynch y otros diez músicos. Fue lanzado en Internet en mayo de 2009, al igual que un libro de fotografías de David Lynch para acompañar la música. Aunque con mucho retraso debido a problemas legales, fue lanzado oficialmente en 2010 varios meses después de la muerte de Linkous. El álbum cuenta con varios cantantes y escritores invitados, como The Flaming Lips e Iggy Pop. Vic Chesnutt, otro invitado en el álbum, se suicidó unos meses antes de Linkous. Debido a esto, el álbum está dedicado "en memoria de Mark Linkous y Vic Chesnutt".